# A sejt
A sejt (eredeti cím: The Cell) 2000-ben bemutatott amerikai–német sci-fi horror, Tarsem Singh elsőfilmes rendezése. A főbb szerepekben Jennifer Lopez, Vince Vaughn és Vincent D’Onofrio látható.
Az Amerikai Egyesült Államokban 2000. augusztus 18-án bemutatott film vegyes kritikákat kapott, de bevételi szempontból sikeres volt. A film folytatása 2009-ben jelent meg DVD-n, A sejt 2. címmel.

## Rövid történet
Tudósok egy csoportja kísérleti eljárással behatol egy kómában lévő sorozatgyilkos elméjébe, hogy időben megtalálják annak legújabb, még életben lévő áldozatát.

## Cselekmény
A sorozatgyilkos Carl Stargher nőket rabol, hogy üvegkalitkába zárja őket, és utána végignézze, ahogy később megfulladnak a kalitkába beömlő víztől. Amikor a hatóságok végül rajtaütnek a férfin, az az üldözés során megsebesül és kómába esik. A legutolsó áldozata azonban már a teljesen ismeretlen helyen lévő kalitkában raboskodik, és csak órái vannak hátra. Az egyetlen lehetőség a megtalálására egy új eljárás, amivel lehetővé válik egy másik ember tudatalattijába bejutni és megismerni azt. Catharine Deane, az eljárás egyik megalkotója vállalkozik rá, hogy tudatát bejuttassák az öntudatlan férfi elméjébe, és így megtudja, hol az elrabolt nő. Csakhogy ehhez a férfi nyomasztó, bizarr, démoni lelkivilágán kell átvágnia magát, és ez nem minden veszély nélküli feladat, miközben az idő is szorít...

## Szereplők
| Szerep                          | Színész                | Magyar hangja (1. szinkron, 2001) |
| ------------------------------- | ---------------------- | --------------------------------- |
| Dr. Catharine Deane             | Jennifer Lopez         | Pápai Erika                       |
| Carl Rudolph Stargher           | Vincent D’Onofrio      | Bubik István                      |
| Carl Rudolph Stargher fiatalon  | Jake Thomas            | Baradlay Viktor                   |
| Peter Novak különleges ügynök   | Vince Vaughn           | Szabó Sipos Barnabás              |
| Gordon Ramsey különleges ügynök | Jake Weber             | Sinkovits-Vitay András            |
| Henry West                      | Dylan Baker            | Epres Attila                      |
| Dr. Miriam Kent                 | Marianne Jean-Baptiste | Bertalan Ágnes                    |
| Julia Hickson                   | Tara Subkoff           | Solecki Janka                     |
| Anne Marie Vicksey              | Catherine Sutherland   | ?                                 |
| Edward Baines                   | Colton James           | Stukovszky Tamás                  |
| Ella Baines                     | Musetta Vander         | ?                                 |
| Lucien Baines                   | Patrick Bauchau        | Kristóf Tibor                     |
| Teddy Lee                       | James Gammon           | Tolnai Miklós                     |
| Cole                            | Dean Norris            | Berzsenyi Zoltán                  |
| Mrs. Hickson                    | Lauri Johnson          | Várnagy Katalin                   |
| Dr. Reid                        | Pruitt Taylor Vince    | Pálfai Péter                      |